# Lema del punto fijo para funciones normales
El lema del punto fijo para funciones normales o teorema del punto fijo de Veblen es un teorema básico de la teoría axiomática de conjuntos que afirma cualquier función normal tiene una cantidad arbitrariamente grande puntos fijos, demostrado por Oswald Veblen en 1908. 

## Introducción y enunciado
Una función normal es una función f definida en la clase de los ordinales {\displaystyle \scriptstyle {\text{Ord}}} que satisface que:
1. f es estrictamente creciente: f(α) < f(β) siempre que α < β.
2. f es continua: para cada ordinal límite λ, f(λ) = sup { f(α) : α < λ }.

Se puede demostrar que si f es normal entonces f conmuta con el operador de supremo; y para cualquier conjunto no vacío A de ordinales,
f(sup A) = sup {f(α) : α ∈ A }.
De hecho, si sup A es un ordinal sucesor entonces sup A es un elemento de A y la igualdad se sigue del carácter creciente de f. Si sup A es un ordinal límite entonces la igualdad se sigue de la propiedad de conitnuidad de f.
Un punto fijo de una función normal es un ordinal β tal que f(β) = β. 
El lema de punto fijo afirma que la clase de los puntos fijos de cualquier función normal es no-vacía, de hecho es un conjunto no acotado, dado cualquier ordinal α, existe un ordinal β tal que β ≥ α y f(β) = β. 
La continuidad de una función normal implica que la clase de puntos fijos es cerrada (es decir, el supremo de cualquier subconjunto de la clase de puntos fijos es también un punto fijo). Por tanto el lema del punto fijo es equivalente a la afirmación de que los puntos fijos de una función normal forman una clase cerrada y no acotada.

## Demostración
El primer paso para demostrar el lema es comprobar que f(γ) ≥ γ para todos los ordinales γ y que f conmuta con el operador de supremo. Dado esos resultados, se define por recursión una secuencia creciente <αn> (n < ω) escogiendo α0 = α, y αn+1 = f(αn) para n ∈ ω. Sea β = sup {αn : n ∈ ω}, y así β ≥ α. Más aún, puesto que f conmuta con el operador de supremo:
f(β) = f(sup {αn : n < ω})
       = sup {f(αn) : n < ω}
       = sup {αn+1 : n < ω}
       = β.
Esta última igualdad se suge del hecho de que la secuencia <αn> es creciente.

## Ejemplo de aplicación
La función f : Ord → Ord, f(α) = אα es normal (ver alef). Por tanto, existe un ordinal Θ tal que Θ = אΘ. De hecho, el lema muestra que existe toda una clase, cerrada y no acotada de tales Θ.